# English toy terrier
English toy terrier – jedna z ras psów, należąca do grupy terierów, zaklasyfikowana do sekcji terierów miniaturowych. Nie podlega próbom pracy.

## Rys historyczny
Rasa ta pojawiła się około 1850 roku, a w 1881 został stworzony wzorzec toy terriera. Dawniej wykorzystywany był do tępienia szczurów, brał także udział w organizowanych walkach ze szczurami. Uznaje się angielskiego toy teriera za jedną z najstarszych miniatur.

## Wygląd

### Budowa
Toy terrier jest miniaturowym psem o delikatnej i lekkiej budowie ciała. Uszy są stojące, u szczeniąt oklapnięte.

### Szata i umaszczenie
Szata jest krótka, gładka, o umaszczeniu czarnym z wyraźnym, intensywnym mahoniowym podpalaniem. Łatwa w pielęgnacji.

## Zachowanie i charakter
English toy terrier jest psem żywym i zwinnym, nieufnym wobec obcych. Czujny i ciekawy otoczenia, dobrze znosi warunki miejskie.

## Użytkowość
Współcześnie toy terrier jest psem reprezentacyjnym i do towarzystwa.